# 寧布爾克縣

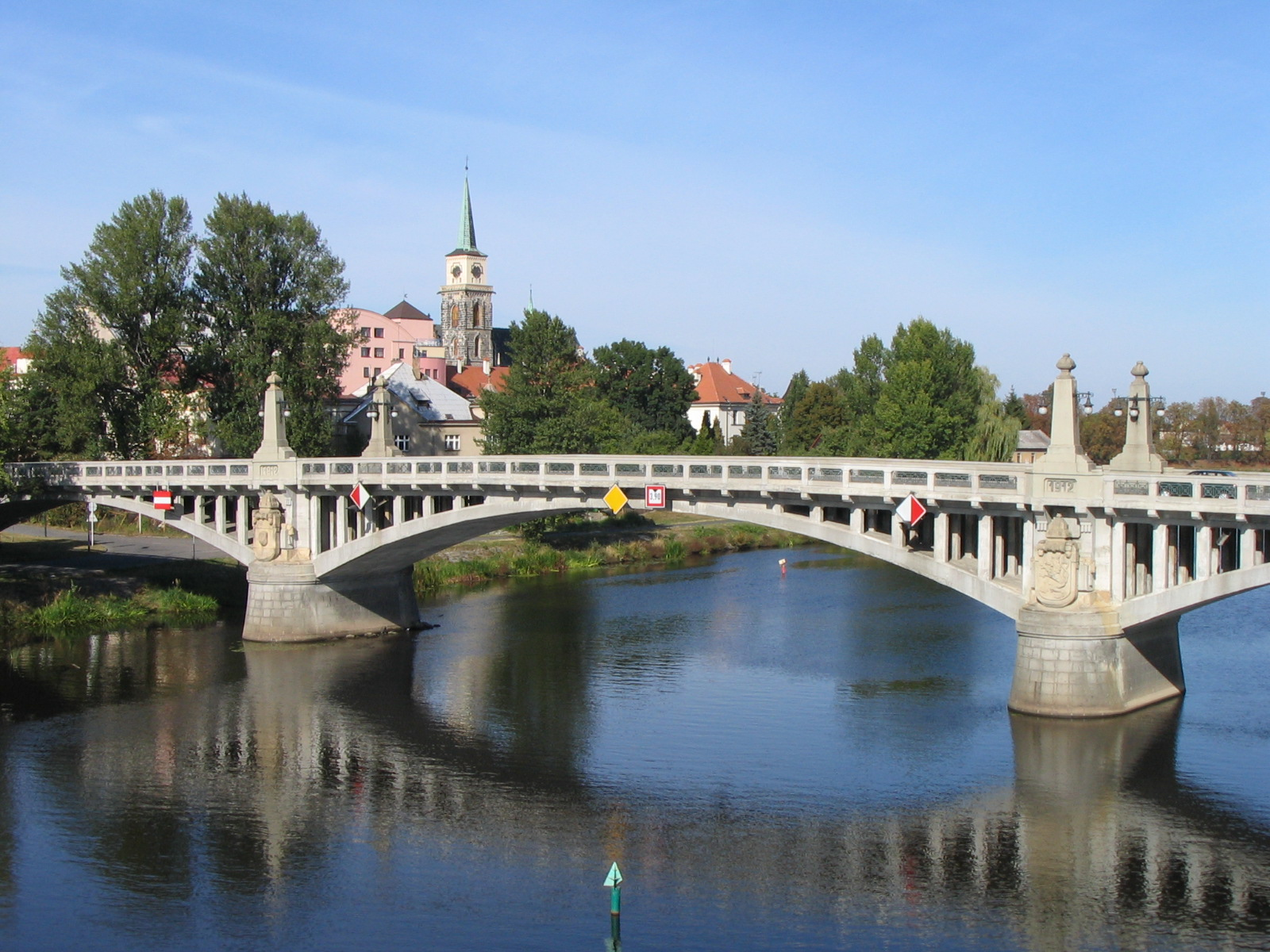

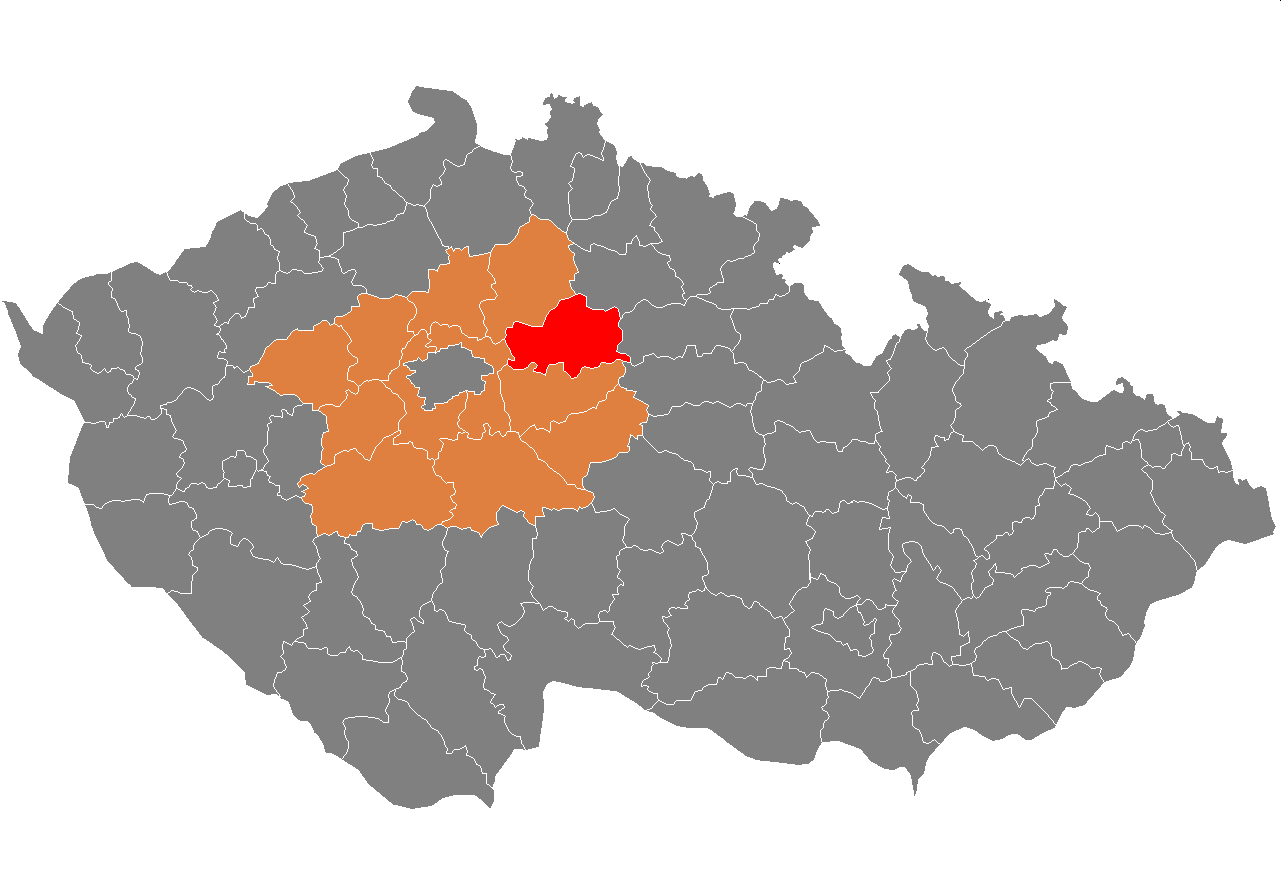

50°11′10″N 15°02′30″E / 50.18611°N 15.04167°E
寧布爾克縣（捷克語：Okres Nymburk），是捷克的縣份，位於該國中部，由中波希米亞州負責管轄，首府設於寧布爾克，面積850平方公里，2007年人口85,674，人口密度每平方公里101人。